# Torymus pachypsyllae
Torymus pachypsyllae är en stekelart som först beskrevs av William Harris Ashmead 1888.  Torymus pachypsyllae ingår i släktet Torymus och familjen gallglanssteklar. Inga underarter finns listade i Catalogue of Life.